# Họ Chim điên
Họ Chim điên (danh pháp khoa học: Sulidae) là một họ chim bao gồm 9-10 loài chim điên. Chúng là các loài chim biển sống ven bờ có kích thước từ trung bình tới lớn, có hoạt động săn bắt mồi (cá) bằng cách lao mình xuống nước. Tên gọi chim điên được dịch từ tiếng Pháp fou (kẻ điên). Các loài trong họ này hay được coi là đồng chi trong các nguồn cũ, đặt tất cả trong chi Sula. Trong tiếng Anh, chúng được chia thành hai nhóm với tên gọi là booby (dùng cho chim điên) và gannet (dùng cho ó biển).

## Phân loại
| Chi      | Tên thông thường và tên khoa học        | Hình ảnh |
| -------- | --------------------------------------- | -------- |
| Morus    | Ó biển phương Bắc (Morus bassanus)      |          |
| Morus    | Ó biển Cape (Morus capensis)            |          |
| Morus    | Ó biển Úc (Morus serrator)              |          |
| Papasula | Abbott's booby (Papasula abbotti)       |          |
| Sula     | Chim điên chân xanh (Sula nebouxii)     |          |
| Sula     | Chim điên mặt xanh (Sula dactylatra)    |          |
| Sula     | Nazca booby (Sula granti)               |          |
| Sula     | Chim điên bụng trắng (Sula leucogaster) |          |
| Sula     | Chim điên chân đỏ (Sula sula)           |          |
| Sula     | Chim điên Peru (Sula variegata)         |          |